# Osica de Sus
Osica de Sus là một xã thuộc hạt Olt, România. Dân số thời điểm năm 2002 là 5458 người.